# Temnora crenulata
Temnora crenulata là một loài bướm đêm thuộc họ Sphingidae. Loài này có ở forests từ Sierra Leone to Congo, Uganda và phía tây Kenya, with an isolated population ở dãy núi Usambara of đông bắc Tanzania.
Chiều dài cánh trước khoảng 22–28 mm. 

## Phân loài
- Temnora crenulata crenulata
- Temnora crenulata obsoleta Darge, 2004 (Tanzania)